# 가면흰꼬리쥐
가면흰꼬리쥐(Uromys hadrourus)는 쥐과에 속하는 설치류의 일종이다. 오스트레일리아 퀸즐랜드주 북동부 지역에서만 발견된다.

## 특징
보통 크기의 설치류로 꼬리 길이 185~195mm를 제외한 몸길이가 170~185mm이다. 발 길이는 37~38mm, 귀 길이는 20~25mm, 몸무게는 최대 205g이다.

## 생태
땅 위에서 생활하는 육상성 동물이고, 텃세 습성을 갖고 있다. 뿌리와 관목, 줄기를 이용하여 길을 찾는 습성이 있다. 열대 숲의 나무 견과류와 바퀴벌레를 포함한 땅 위의 곤충을 먹는다. 11월과 1월 사이에 번식을 한다.

## 분포 및 서식지
오스트레일리아 퀸즐랜드주 북부의 손턴 피크와 마운트 카빈 테이블랜드, 애서튼 테이블랜드의 라민 구릉지에서 발견된다. 해발 550m와 1,200m 사이의 열대 우림에서 서식한다.